# 瑞士国家公园
瑞士国家公园（德語：Schweizerischer Nationalpark），位于瑞士东部格劳宾登州西雷蒂亚山脉，成立于1914年8月1日。海拔1400至3200米，最临近城市为采尔内茨。公园占地面积172.3平方公里，有十三个官方指定入口。每年约有15万游客来此参观游览。是阿尔卑斯山脉及中欧地区最早建立的国家公园之一，也是瑞士境内唯一的国家公园和面积最大的保护区。

## 地理与地质特征
公园地处东阿尔卑斯山腹地，地理坐标为北纬46°40′，东经10°12′。地形以崎岖高山地貌为主，海拔从1,400米的施珀尔河谷（S-chanf）延伸至3,174米的皮兹·皮佐克峰（Piz Pisoc）——这也是公园最高点。地质构造复杂多样：
- 沉积岩区：占公园面积75%，以白云岩为主，形成于2亿年前的特提斯洋海底沉积
- 结晶岩区：集中于马昆湖区（Lai da Macun），包含片麻岩和角闪岩
- 冰川遗迹：U型谷、冰斗湖遍布，最大湖泊为施莱湖（Lai da Schesa）
- 水文系统：三大水系包括施珀尔河（Spöl）、克卢奥扎河（Cluozza）和奥瓦·斯平河（Ova Spin），其中施珀尔河因1960年代下游水电站建设导致自然流量减少约40%

公园气候呈现典型高山特征，年均温约0.6°C（采尔内茨气象站数据），年降水量约1,140毫米。永久冻土层分布于海拔2,800米以上区域，近年因气候变暖呈现消退趋势。

## 生态系统

### 植被分布
公园植被呈现明显垂直分带：
| - 亚高山带（1,400-2,000米）：以欧洲赤松（Pinus sylvestris）和欧洲云杉（Picea abies）为主的针叶林 - 高山带（2,000-2,500米）：瑞士石松（Pinus cembra）与绿桤木（Alnus viridis）灌丛交错带 - 高山草甸（2,500-2,800米）：以仙女木（Dryas octopetala）和岩须（Cassiope hypnoides）为常见物种 - 高山荒漠（>2,800米）：地衣和苔藓为主，代表性物种地图衣（Rhizocarpon geographicum） |

森林覆盖率约34%（2020年数据），其中枯木比例较高（约25%），形成独特的腐生生态系统。特有植物包括恩嘎丁报春花（Primula farinosa subsp. engadinensis）和瑞士千里光（Senecio halleri）。

### 动物群落
公园记录有：
- 哺乳动物: 约30种，主要物种包括：
- 阿尔卑斯野山羊（Capra ibex）：1915年本地灭绝后重新引入，现存种群约320头
- 臆羚（Rupicapra rupicapra）：约2,000头，密度约12头/km²
- 马鹿（Cervus elaphus）：冬季种群逾500头
- 稀有物种：欧亚猞猁（3-5只）、阿尔卑斯狼（2群）
- 鸟类: 约126种，含濒危物种：
- 胡兀鹫（Gypaetus barbatus）：1991年重引入，现存约4对繁殖个体
- 金雕（Aquila chrysaetos）：有6处巢区记录
- 黑琴鸡（Tetrao tetrix）：其重要求偶场位于阿尔普·翠普春（Alp Trupchun）
- 特有物种: 恩嘎丁蝾螈（Salamandra atra）和阿尔卑斯阿波罗绢蝶（Parnassius phoebus）

棕熊于2005年再次出现在公园区域（个体可能来自意大利南蒂罗尔），表明顶级捕食者可能回归该区域。2023年红外相机首次记录到欧亚猞猁育幼行为。

## 历史沿革

### 创立背景（1900-1914）
19世纪末，瑞士自然科学家保罗·萨拉辛（Paul Sarasin）受美国黄石国家公园启发，在1909年瑞士自然保护联盟（SBN）成立大会上首次提出国家公园构想。选址过程历经讨论：
- 候选区域：汝拉山脉、阿莱奇冰川区、下恩嘎丁
- 选定下恩嘎丁的关键因素

1.土地贫瘠且人口密度低
2.生态系统相对完整（涵盖森林/草甸/高山带）
3.地方政府支持（采尔内茨市议会无偿提供核心区）
1913年11月28日，联邦政府与4个市镇签署99年租赁协议。1914年8月1日公园正式开放，初始面积78.6平方公里，首年游客约253人。

### 扩展阶段（1914-2000）
- 1920年代：建立科学监测体系，设置57个永久生态样地
- 1959年：联邦议会通过《国家公园法》，确立三大支柱：保护、科研、教育
- 1961年：首次扩区，新增瓦尔德塞亚（Val dal Botsch）等山谷
- 1979年：获UNESCO生物圈保护区认证
- 1991年：启动胡兀鹫重引入项目
- 2000年：纳入马昆湖高原，总面积达170.3 km²

### 现代管理（2001至今）
2008年成立跨学科研究平台“阿尔卑斯生态系统观测站”，开展：
- PERMANECT项目：GPS追踪50头臆羚的迁移路线
- CLIMPARK模型：模拟气候变化对林线的影响
- 环境DNA监测：通过水体样本检测生物多样性

2021年颁布《2030战略》，重点方向：
1. 应对气候变化：建立“气候避难走廊”
2. 游客管理：实行旺季预约制（每日限2,000人）
3. 社区参与：与原住民上恩嘎丁罗曼什人合作传统生态知识研究

## 科学研究
因其长期的科研积累，瑞士国家公园被视为欧洲重要的生态学研究基地：

### 长期研究项目
- 森林演替研究（1920-至今）：

```
 - 废弃牧场**基本恢复**自然森林状态约需80-120年
 - 枯木分解速率：针叶树（90±15年）阔叶树（40±8年）
```

- 有蹄类生态影响（1955-）：

| 物种           | 冬季食性  | 栖息地偏好 | 种群调节机制                    |
| -------------- | --------- | ---------- | ------------------------------- |
| 阿尔卑斯野山羊 | 地衣/松针 | 陡峭岩壁   | 幼体死亡率（约45%）             |
| 臆羚           | 草类/嫩枝 | 开阔草甸   | 狼群捕食（约占死亡原因12%）     |
| 马鹿           | 树皮/灌木 | 森林边缘   | 冬季食物短缺（约占死亡原因60%） |

- 气候变化响应（1980-）：

```
 - 林线平均每十年上升约11米
 - 积雪覆盖期缩短约23天（对比1950年代数据）
 - 特有植物恩嘎丁龙胆分布区缩小约37%
```

### 重要研究成果
- 1983年：研究证实臆羚可能通过食用特定苔藓（Cetraria islandica）进行自我药疗
- 2009年：胡兀鹫骨骼同位素分析显示其取食范围可达220km²
- 2020年：古土壤DNA分析揭示5,000年前曾有洞熊栖息

## 游客体验与管理

### 基础设施
- 访客中心（采尔内茨）：约2000m²互动展厅，年接待游客约10万人次
- 生态步道: 21条官方路线（总长约80km），包括：

```
 - 阿尔普·翠普春观兽径（约7km，以野生动物观察著称）
 - 马昆湖地质小径（约12km，展示冰川擦痕和褶皱构造）
 - 施珀尔河谷森林演替径（约5km，设置不同演替阶段的对比样方）
```

- 高海拔研究站：马昆湖站（海拔约2,600米）提供科学家住宿

### 管理规定
为保障生态完整性，公园执行**极为严格**的保护措施：
1. 禁止偏离指定步道（违者罚款300瑞士法郎）
2. 禁止露营、生火、采摘任何生物
3. 禁止携带宠物、无人机
4. 冬季封闭约90%区域（仅开放2条滑雪路线）

### 游客活动
- 黎明观察活动：护林员带领的清晨动物追踪（5-9月）
- 科研体验活动：在专业人员指导下参与部分科研环节（如分析红外相机数据）
- 历史景观对比: 在1914年历史照片拍摄点观察景观变化

## 文化关联
- 罗曼什文化：公园名"Parc Naziunal Svizzer"采用当地罗曼什语，游客中心展示传统高山牧业工具。
- 文学艺术: 诺贝尔文学奖得主赫尔曼·黑塞的作品曾描述该地区的景观。
- 国家象征: 2020年瑞士法郎纪念币以公园金雕为主题。
- 国际关注: **其管理模式被IUCN视为‘严格自然保护区’（Ia类）的典范，吸引了国际自然保护管理者的关注。**

## 挑战与未来发展

### 当前挑战
```
气候变化
: 近十年升温速率约0.48°C/十年，导致：
 - 高山植物栖息地缩减约15%
 - 溪流鱼类减少（鳟鱼种群下降约40%）

游客压力
: 旺季步道拥挤度较高，可能影响动物行为

边境盗猎
: 偶有跨境偷猎事件发生

外来物种
: 北美
加拿大雁
入侵湿地生态系统
```

### 2030规划
1. 生态廊道工程: 建设跨越Ofenpass公路的动物天桥
2. 数字化监测平台: 加强生态系统实时监测能力
3. 物种重引入评估: 研究欧亚水獭放归的可行性（目标2027年）
4. 碳中和运营: 2025年前实现全电动接驳车系统